# Hüseynağa Hadıyev
Hüseynağa Məmməd oğlu Hadıyev (* 19. November 1946 in Baku; † 12. Januar 1994 ebenda) war ein aserbaidschanischer Sänger, der in den 1970er und 1980er Jahren populär war.

## Leben
Hüseynağa Hadıyev wuchs in Baku auf. Seine Mutter war die Cousine des Daramtikers Cəfər Cabbarlı. Hadıyev begann seine musikalische Karriere im Akkordeonclub des „Hauses der Pioniere“. Mit der Unterstützung von Rizvan Elesgerov trat er dem Instrumentalensemble Dan Ulduzu bei. Er heiratete im letzten Jahr seines Studiums und kurz nach Abschluss zum Militärdienst einberufen. 1973 wurde sein Sohn Jeyhun geboren. Hadıyev erfuhr davon im Krankenhaus, da er an einer Tuberkuloseinfektion litt, an deren Spätfolgen er starb. Hadiyev war zeitlebens Solist des Ensembles Dan Uzurdu. Angeblich soll er nie ein Lied gesungen haben, das ihm nicht gefiel. Zu seinen berühmtesten Liedern gehören Gecələr Bulaq Başı, Bu Gece („Heute Abend“) und Menim Dunyam („Meine Welt“).

## Diskografie
- Nə Gözəldir Azərbaycan
- Bağçadan Gələn Səs
- Gəl Barışaq
- Köçəri Quşlar
- Bir Xumar Baxışla
- Unuda Bilmirəm
- Mehriban İnsanlar
- Məzəli Mahnı
- Xalidə
- Gözəl
- Bu gecə
- Ürək
- Mənim Dünyam
- Cəmilə